# Frost (Album)
Frost ist das zweite Album der norwegischen Viking-Metal-Band Enslaved. Es erschien 1994 bei Osmose Productions. Neben mehreren Wiederveröffentlichungen erschien es 2009 als Teil einer von Viva Hate Records veröffentlichten Holzbox zusammen mit der Demoaufnahme Yggdrasill und den Alben Eld, Blodhemn, Mardraum: Beyond the Within, Monumension und Below the Lights.

## Entstehung
Musik und Texte entstanden im Zeitraum von 1993 bis 1994. Das Album wurde im Juni und Juli 1994 im Grieghallen-Studio in Bergen aufgenommen und im Juli dort abgemischt. Toningenieure waren Eirik „Pytten“ Hundvin und David, produziert und abgemischt wurde das Album von Pytten und der Band. Pytten spielte bei Yggdrasil außerdem Fretless Bass.

## Titelliste
1. Frost – 02:52 (Musik: Bjørnson)
2. Loke – 04:21 (Text: Kjellson; Musik: Bjørnson)
3. Fenris – 07:16 (Text: Kjellson, Bjørnson; Musik: Bjørnson)
4. Svarte vidder – 08:43 (Text und Musik: Bjørnson)
5. Yggdrasil – 05:23 (Text: Hávamál; Musik: Bjørnson)
6. Jotunblod – 04:07 (Text: Kjellson, Bjørnson; Musik: Bjørnson)
7. Gylfaginning – 05:31 (Text: Kjellson, Bjørnson; Musik: Bjørnson)
8. Wotan – 04:12 (Text: Kjellson, Bjørnson; Musik: Bjørnson)
9. Isöders dronning – 07:45 (Text und Musik: Bjørnson)

## Musikstil und Texte
Da die Band nicht den Satanismus behandelt, bezeichnete sie ihre Musik ausdrücklich als Viking Metal und nicht als Black Metal; dennoch behauptet Götz Kühnemund vom Rock Hard, es handle sich „ohne Wenn und Aber um lupenreinen Black Metal, der sowohl musikalisch als auch inhaltlich die Stimmung der norwegischen Frühneunziger-Szene einfängt“. Als musikalische Merkmale fasst er „[w]ütend gekreischte Berserker-Vocals, rasende Drums, sich überschlagende Riffs, nordische Melodien und eine sehr gute, aber völlig ‚unkommerzielle‘ Produktion“ zusammen. Die Band verbindet laut Kai Wendel „[i]m Gegensatz zu vielen ‚true‘ Block [sic!] Metal-Bands […] die typisch nordischen, rasenden Riffs und die rauhen Kreischvocals mit orchestraler Monumentalität. Dieser prägende Effekt wird durch wohlüberlegten Keyboardeinsatz erreicht, feingewebte, manchmal sehr pathetische Soundteppiche geben der Musik ihre Fülle. Auf der aktuellen Silberscheibe legt das Trio noch mehr Wert auf lyrische Elemente als auf dem selbstbetitelten Vorgänger (auch unter ‚Vikingligr Veldi‘ bekannt) oder der Split-CD mit Emperor. ‚Yggdrasil‘ und ‚Isoders Dronning‘ könnten durchaus Quarthons [sic!] Hirn entsprungen sein, die Titel erinnern stark an sein Wikinger-Epos ‚Hammerheart‘. Für Abwechslung ist also gesorgt.“

## Gestaltung
Das Cover zeigt eine von Svein Grønvold fotografierte Landschaft, im oberen Teil den Schriftzug der Band und im unteren den Titel Frost. Statt der Buchstaben des Alphabets wurden hier Runen verwandt, die den Buchstaben ähneln, ihnen jedoch zum Teil nicht entsprechen. Das F wird durch die Ansuz-Rune aus dem älteren Fuþark mit dem Lautwert a dargestellt, das R durch Raidho, O durch Ingwaz mit dem Lautwert ŋ, S durch Sowilo in der Variante des Jüngeren Fuþark und T durch Tiwaz. Bei der Jewelcase-Version sind der Schriftzug und der Titel jeweils zentriert auf die Plastikhülle gedruckt und somit nicht auf dem Beiheft zu sehen, bei der LP-Version ist der Enslaved-Schriftzug oben links und der Titel unten rechts abgedruckt, beide jeweils proportional kleiner als bei der CD-Version. Das Cover-Konzept stammt von Ivar Bjørnson und Grutle Kjellson.
Auf der Rückseite des Beihefts befindet sich ein Bild, über dem jeweils zentriert oben der Titel Frost und unten Viking Metal steht, nicht, wie von Götz Kühnemund behauptet, „in fetten Buchstaben auf dem Backcover“; dort befinden sich die Titelliste, einige Zeilen auf Norwegisch und Abbildungen
Grutle Kjellsons mit Nasalhelm, Trym Torson mit Schwert und Ivar Bjørnson in Lederkleidung mit Maske und Peitsche zu sehen. Im Beiheft findet sich außer den Liedtexten im norwegischen Original und englischsprachigen Übersetzungen sowie einer Grußliste eine Photographie der Musiker mit denselben Requisiten im Wald. Für Kjellsons und Bjørnsons Kleidung war Trulte Teigen zuständig, die Photographien der Musiker stammen von Harald Nordbakken. Für die Gestaltung des Albums war Robin Malmberg von Mysticum zuständig.

## Rezeption
Kai Wendel schrieb in seiner Rezension im Rock Hard, es sei „[k]aum einer Band […] gelungen, den mit ‚Under The Sign[‘] eingeprügelten Stil so genial weiterzuentwickeln. […] Die Nordlichter sind das Beste, was Norwegen gegenwärtig an extremen Klängen zu bieten hat und verdienen für ihre Musik das Prädikat ‚Bathory der Neunziger‘.“ se vom E-Zine Bloodchamber.de schrieb, Frost zähle „[n]icht zu Unrecht […] auch heute noch zu den legendärsten Alben ENSLAVEDs und der norwegischen Neunziger. Bereits auf ‚Vikingligr Veldi‘ haben die vielseitigen Skandinavier eindrucksvoll angedeutet, welchen neuen Kosmos sie mit ihrer Musik erschaffen werden.“ Das Cover lobt er als „eine der schönsten Frontgestaltungen“. Die Band habe „den Grundstein für ein heute weit verbreitetes und in weiten Teilen auch verkommenes Genre gelegt […]. Deshalb darf man auch nicht den falschen Rückschluss begehen, „Frost“ als belanglose Viking-Düdelei abzutun. Denn diesem Album wohnt eine hörbare Rauhigkeit, der Charakter eines ungeschliffenen Rohdiamants (auch den Klang betreffend) inne. Der weitere Schliff (siehe nachfolgende Alben) hat diesem in der Folgezeit keineswegs geschadet, aber die unbehauene Form klingt nicht unvollkommen, sondern trägt eine andere Art der Phaszination in sich.“ Götz Kühnemund rezensierte das Album 2009 und schrieb, die musikalischen Elemente „fügen sich zu einem Giganten zusammen, den ENSLAVED bis ans Ende ihrer Karriere mit sich herumschleppen müssen. Spätere Werke der Band waren musikalisch anspruchsvoller und viel akribischer ausgearbeitet - aber die ungestüme Wut und die rohe Energie von ‚Frost‘ lassen sich 15 Jahre später nicht mehr reproduzieren. Und wenn hier von ‚Wut‘ und ‚Energie‘ die Rede ist, dann sprechen wir nicht von unkontrollierten, pubertären Gewaltausbrüchen, sondern von einer einzigartigen Kraft, die den Hörer packt und in andere Welten schleudert. Und sie erzeugt eine perverse, unbezähmbare Lust.“. Als musikalische Merkmale fasst er „[w]ütend gekreischte Berserker-Vocals, rasende Drums, sich überschlagende Riffs, nordische Melodien und eine sehr gute, aber völlig ‚unkommerzielle‘ Produktion“ zusammen. 2010 wurde Frost in die Hall of Fame des Decibel-Magazins aufgenommen.